# روبرتو غونزاليس باريرا
روبرتو غونزاليس باريرا (بالإسبانية: Roberto González Barrera)‏ هو مصرفي مكسيكي، ولد في 1 سبتمبر 1930 في Cerralvo Municipality ‏ في المكسيك، وتوفي في 25 أغسطس 2012 في هيوستن في الولايات المتحدة بسبب سرطان.